# Свети Георги (Мърчаево)
„Свети Георги Победоносец“ е българска православна църква в софийското село Мърчаево.

## История
Църквата е изградена в 1908 – 1914 година. Осветена е от епископ Партений Левкийски, викарий на Софийската митрополия. Ктитори са братя Рокоманови, българи от Дебърско, преселили се в Мърчаево в 1903 година. Иконостасът е дело на дебърски майстори от рода Филипови.